# تور اسونبرگ
تور اِسوِنبِرگ (انگلیسی: Tore Svennberg؛ ۲۸ فوریهٔ ۱۸۵۸ – ۸ مهٔ ۱۹۴۱) هنرپیشه و کارگردان تئاتر اهل کشور سوئد بود. از فیلم‌هایی که وی در آنها بازی نمود می‌توان به پسران اینگمار، کالسکهٔ شبح و صورت یک زن اشاره کرد.